# I Wish I Were Twins
I Wish I Were Twins è un album di Zoot Sims, pubblicato dalla Pablo Records nel 1981. Il disco fu registrato il 6 luglio del 1981 al RCA Recording Studio di new York City, New York (Stati Uniti).

## Tracce
Lato A
1. I Wish I Were Twins – 5:10 (Frank Loesser, Edgar DeLange, Joseph Meyer)
2. Georgia – 5:40 (Hoagy Carmichael, Stuart Gorrell)
3. Changes – 5:15 (Walter Donaldson)
4. The Touch of Your Lips – 5:30 (Ray Noble)

Lato B
1. The Fish Horn – 7:57 (Zoot Sims)
2. Come Closer to Me – 5:37 (Zoot Sims)
3. You Go Your Way – 7:37 (Zoot Sims)

## Musicisti
- Zoot Sims - sassofono tenore, sassofono soprano
- Jimmy Rowles - pianoforte
- Frank Tate - contrabbasso
- Akira Tana - batteria[4]